# ナイジェル・バーカー (陸上選手)
ナイジェル・バーカー（Nigel Chase Barker、1883年2月26日 - 1948年7月31日）はオーストラリアの陸上選手。1906年アテネオリンピックにて100メートル競走と400メートル競走で銅メダルを獲得した。

## 経歴
ニューサウスウェールズ州ピーターシャムの生まれ。陸上競技の他にラグビー選手としても知られていた。
アテネオリンピックでは100メートル競走と400メートル競走に出場し、両種目で銅メダルを獲得した。
1948年、シドニーで死去した。